# Krásnohorská Dlhá Lúka

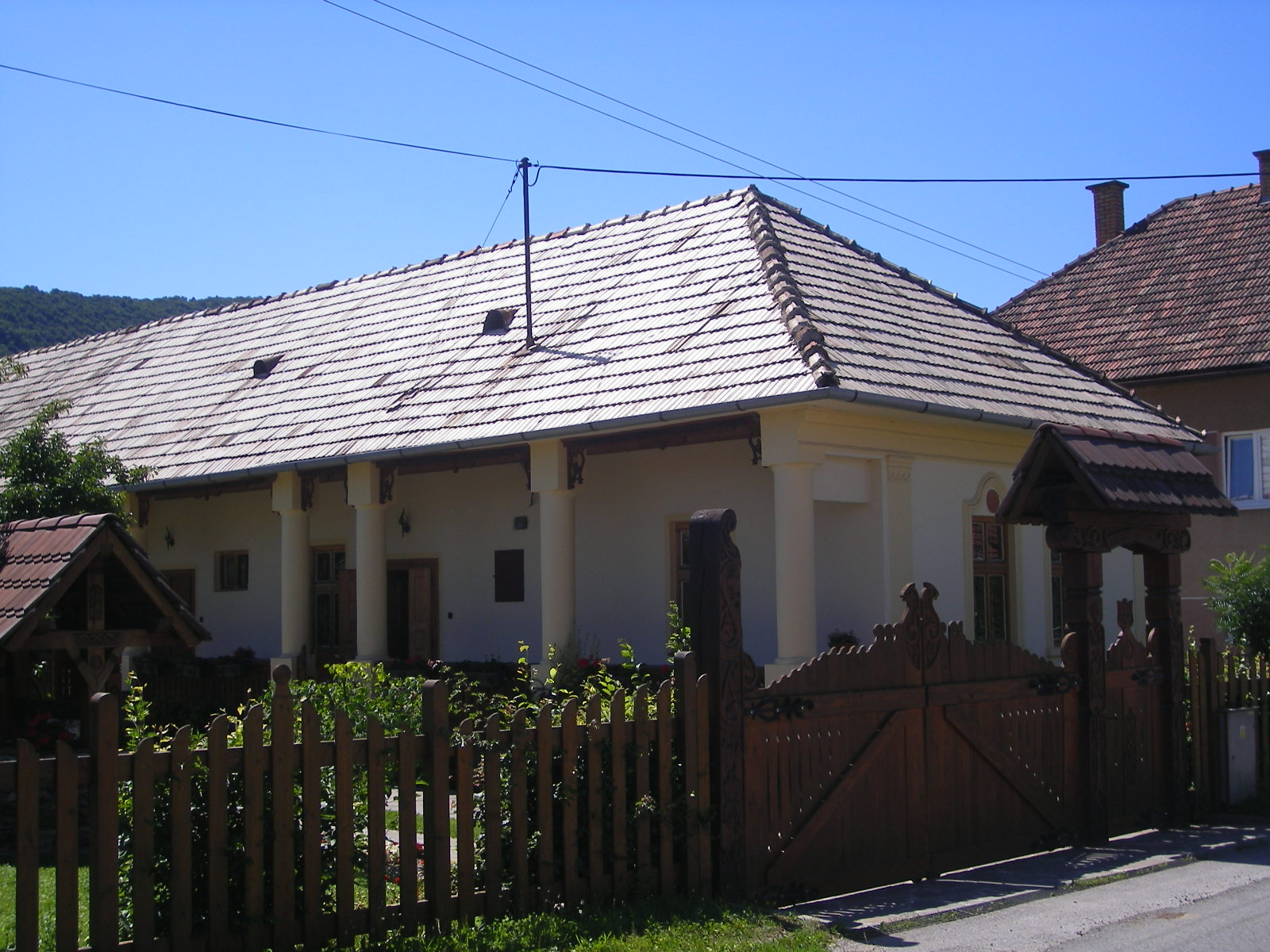
Tradycyjny dom podcieniowy

Krásnohorská Dlhá Lúka (węg. Krasznahorkahosszúrét) – wieś w powiecie Rożniawa, w kraju koszyckim, na Słowacji. Powierzchnia 14,022 km². Liczba mieszkańców: 724 (31 grudnia 2016).

## Położenie
Leży we wschodniej części Kotliny Rożniawskiej, u północnych podnóży Płaskowyżu Silickiego, 5 km na południowy wschód od Rożniawy, na wysokości 308 m n.p.m., nad potokiem Čremošná.

## Historia
Powstała w pierwszej połowie XIV w. jako osada pasterska podległa zamkowi w Krásnej Hôrce. Pierwszy raz wspominana w 1338 r. jako Hoziureth, chociaż jeszcze w 1427 r. Krásnohorské Podhradie (Krasnohorskie Podgrodzie), Dlhá Lúka i Pača występują pod wspólnym mianem „Krásna Hôrka”. Później nazwa wsi występowała w formie Kraszna-Horka-Hosszúrét (1773), Dluhá Lúka (1808), Dlhá Lúka (1920), Krásnohorská Dlhá Lúka (1927) - zapewne od długiej łąki, ciągnącej się wzdłuż potoku Čremošna. Od 1907 r. nosiła węgierską nazwę Várhosszúret. W latach 1938–1945 oficjalnie pod nazwą węgierską Krasznahorkahosszúrét.
Do połowy XVI w. należała do Bebeków, później była częścią majątku Andrássych. W XVI w. została wyrabowana przez Turków i musiała płacić im daninę. Do końca XVII w. mieszkańcy zajmowali się głównie hodowlą i pasterstwem, a oprócz tego wypalaniem wapna i węgla drzewnego oraz furmanką. W 1773 r. wieś liczyła 43 gospodarstwa zagrodnicze (w tym 5 opuszczonych) i 4 chałupnicze. Obecnie większość mieszkańców utrzymuje się z pracy w niedalekiej Rożniawie.

## Zabytki
- Kościół katolicki pw. św. Jerzego z 1754 r. – murowany, pierwotnie barokowy, fundacji barona György'a Andrássyego. Odnawiany w 1782 r., na początku XX w. został całkowicie przebudowany w duchu historyzmu, z widoczną inspiracją gotykiem. Jest budowlą jednonawową, z wielobocznie zamkniętym prezbiterium i dwoma wieżami symetrycznie dostawionymi od frontu. Wieże mają na całej powierzchni wyraźnie horyzontalnie zorientowaną, pasową dekorację rustykalną. Nakryte są wysokimi dachami namiotowymi z czterema trójkątnymi szczytami. Wyposażenie kościoła z okresu przebudowy, w stylu pseudogotyckim.

## Przyroda i jej ochrona
We wsi rozpoczyna się ścieżka dydaktyczna pn. „Jaskinie Krasu Słowackiego – światowe dziedzictwo przyrody” (słow. „Jaskyne Slovenského krasu – Svetové prírodné dedičstvo”), która wiedzie do znanej Jaskini Krasnogórskiej. Długość ścieżki wynosi 800 m przy przewyższeniu 20 m; jest na niej 5 przystanków z panelami informacyjnymi.